# Сіноленка
Сіноленка (пол. Sinołęka) — село в Польщі, у гміні Калушин Мінського повіту Мазовецького воєводства.
Населення — 299 осіб (2011).
У 1975-1998 роках село належало до Седлецького воєводства.

## Демографія
Демографічна структура станом на 31 березня 2011 року:
|          | Загалом | Допрацездатний вік | Працездатний вік | Постпрацездатний вік |
| -------- | ------- | ------------------ | ---------------- | -------------------- |
| Чоловіки | 137     | 25                 | 91               | 21                   |
| Жінки    | 162     | 22                 | 92               | 48                   |
| Разом    | 299     | 47                 | 183              | 69                   |